# Tadian
Tadian ist eine philippinische Stadtgemeinde in der Provinz Mountain Province. Sie hat 19.389 Einwohner (Zensus 1. August 2015).

## Baranggays
Tadian ist politisch in 19 Baranggays unterteilt.
| - Balaoa - Banaao - Bantey - Batayan - Bunga - Cadad-anan - Cagubatan | - Duagan - Dacudac - Kayan East - Lenga - Lubon (Lub-ong) - Mabrightcity | - Masla - Pandayan - Poblacion - Sumadel - Tue - Kayan West |